# ATI Technologies
ATI Technologies（エーティーアイ テクノロジーズ）は、かつて存在したカナダの半導体設計会社である。2006年にアドバンスト・マイクロ・デバイセズ (AMD) に買収され、以後は同社のグラフィックコントローラのブランド名として提供が行なわれていたが、2010年のブランド統合によりATIブランドは消滅した。

## 概要
1985年に中国出身の何国源（ホー・クォックユェン、Ho, Kwok Yuen）らによって設立され、ビデオカードのRadeonシリーズを開発していることで知られる。設立当時は経営状態を左右してしまうようなリスクの大きな高性能な製品の開発には消極的で、低価格ではあるものの堅実な製品「Mach」シリーズを開発、半導体単体での販売はせずに半製品にまで仕立ててアセンブリメーカーに対して販売していた。
1990年代中期にはビデオ市場に多数のメーカーが参入し、老舗のATIも数あるメーカーの中の一つとして認識されていた。90年代後半にはうなぎ登りになる開発費に見合う販売が出来ないシーラス・ロジックや3dfxなど競合メーカーが次々撤退していく中、Rageシリーズで着実な販売をし、それに続くRadeonシリーズのヒットにより、インテル、NVIDIAに続くビデオチップメーカーの巨頭となる。
ゲーム機であるニンテンドー ゲームキューブのビデオチップを開発したArtXを買収している。
チップセット市場にも参入したが、その構成部品の品質が思うように向上せずNVIDIAの後塵を拝していた。
その後、AMDがATIを総額54億ドルで買収することを米国時間の2006年7月24日に明らかにし、2006年10月25日に買収の完了を発表した。これによりAMDは、ATIとインテルの間で交わされたクロスライセンス契約を取得した。
これにより、ATIはAMDと競合しているインテル用プラットフォームへの部品供給としての道はなくなったと考えられるようになり、AMDのプラットフォーム専用に構成部品を供給するAMDの一部門となった。ちなみにATIは買収されるまで基本的にインテル寄りだと思われていた事もあり(買収前はATIのチップセット販売業務の利益は8割方インテル向けの製品からだったそうである)、インテルの反応を見てもこの買収劇が一部の人間を除いてかなり意外なものだった事が分かる。

## ビデオカードについて
ライバルのNVIDIA社とは3D機能で熾烈な性能争いを繰り広げており、得意不得意な使用シーンにより一概にどちらが優れていると評価できないほど実力は拮抗している。
ドライバの更新頻度はNVIDIAより遅いと言われている。一方で画質や発色等がNVIDIA製よりも良いと言われることも多く、また動画再生支援技術の点では昔から力を入れている事もあり、NVIDIAよりも強いとされている。他にも安定性より先進性などを重視した作りになっている。GPU製造プロセスにおいて業界初の55nm、40nmプロセスを導入、最新メモリ規格である「GDDR4」や「GDDR5」を搭載するグラフィックボードを世界で初めてリリースしたのもATIである。
コストパフォーマンスの高さから自作パソコンユーザーから支持を受け、販売実績を伸ばしている。画像処理に高い水準を求めるグラフィックデザイナー、HTPC(ホームシアターPC)環境などを構築するユーザーにも根強い人気がある。
伝統的に大手PCベンダーへの大量供給に強く、デル、ヒューレット・パッカード、エイサー、レノボ、NEC、ソニー、富士通、エプソンダイレクト製PCにも搭載されている。
特にBTO、CTO販売を中心とするデル、ヒューレット・パッカード、エプソンダイレクトのデスクトップパソコン、ノートパソコンでは各ラインナップで採用されており、標準搭載されているかカスタマイズによってRadeonを選択できる。
Macintoshでは全ての機種にATIのビデオチップが搭載されていたが、2001年以降はNVIDIA製品も採用しているほか、Intel Macではチップセットの内蔵グラフィックスエンジンを採用している機種もある。AMDとの合併後はAMDプロセッサ搭載パソコンのチップセット内蔵グラフィックスとして、Radeon 4000シリーズなどが用いられている。
他、ノートパソコンのディスクリートグラフィックとして搭載されるケースが多く、2009年第2四半期時点のノートPC向け単体GPU製品の出荷数のシェアはNVIDIAを上回るとされる。
マイクロソフトはXbox 360のGPU(Xenos)にATIの製品を採用した。また、任天堂もWiiにATI開発のシステムLSIを使用している。
他にHPC業界向けのFireStreamをATI Stream SDKとセット販売している他、ES1000などのサーバー向け内蔵グラフィックスがデルやヒューレット・パッカード、IBM、NECなどのサーバー製品全般に搭載されており、広いシェアを持っている。

## チップセットについて

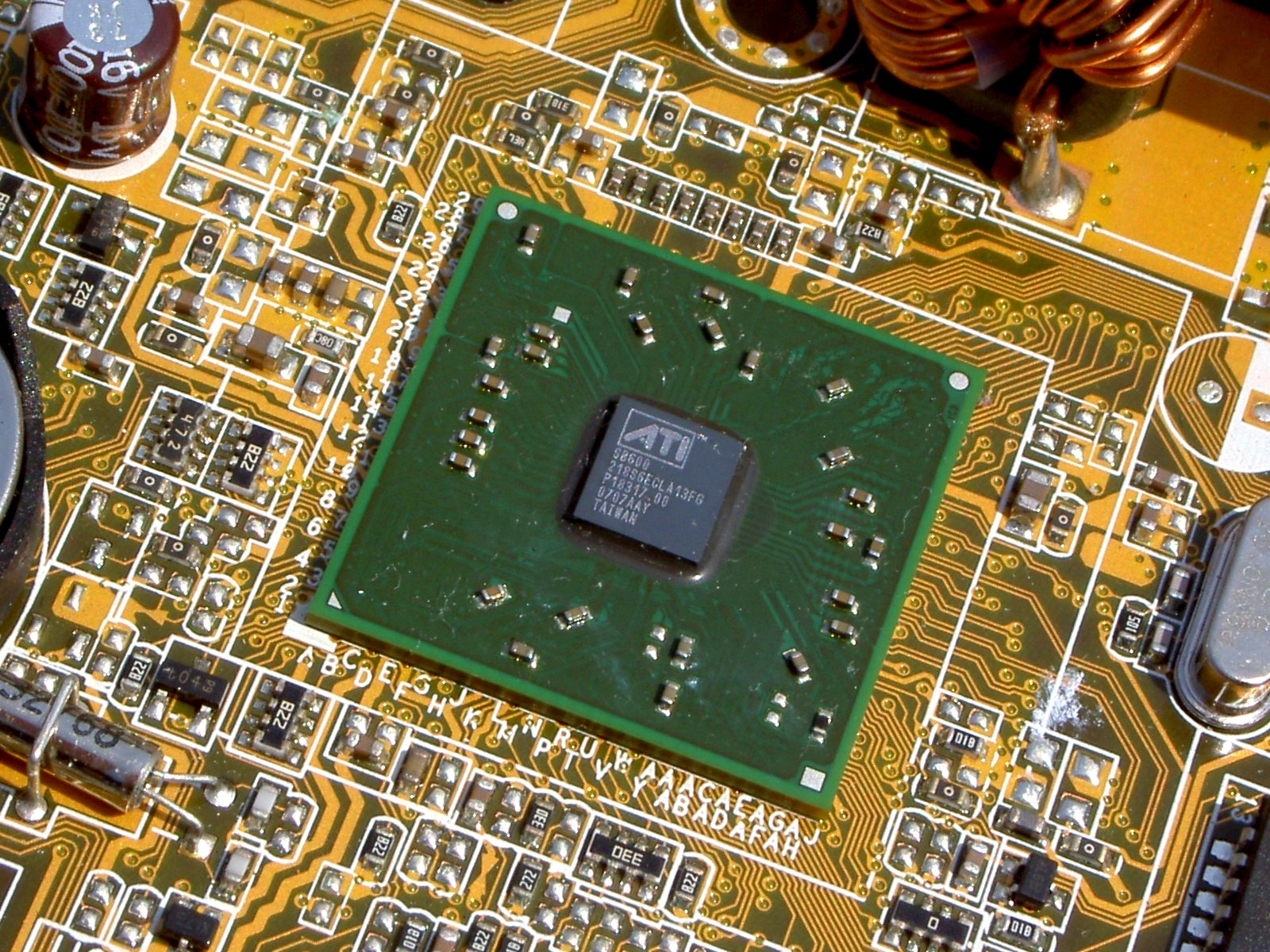
ATiロゴの入ったAMD SB600

ATiには、過去に買収した旧ArtXがALiと共同開発したALADDiN7というグラフィック統合チップセットがあったが、Radeonグラフィック製品の成功以降、グラフィック機能内蔵のチップセットの開発も行っている。RADEON IGP/XPRESSシリーズはPCベンダーにも広く採用された。しかし、ATI Technologies社時代に発表した製品は、サウスブリッジに問題を抱えている事が多く、過去にはVIAやULi(現・NVIDIA)のサウスブリッジで代用するマザーボードベンダーも多かった。
AMDとの合併によりATiチームの開発するチップセットはAMDプラットフォームの純正チップセットという位置づけとなり、インテルプラットフォーム向けの製品開発は終了した。

## システムオンチップ
- Imageon – 2002年から発売されたSoCである。2Dや3Dグラフィック処理が可能で、携帯電話、タブレットPC向けに出荷されてきた。しかし事業がAMDに売却され、2009年にはクアルコムに売却されて、現在はAdrenoというブランドで展開されている。
- Imageon TV – 2006年2月に発売されたデジタルテレビチューナー。